# Mattoni Muzeum
Muzeum MATTONI v obci Kyselka otevřené v červenci 2016 se soustřeďuje zejména na osobnost Heinricha Mattoniho, zakladatele slávy minerálních vod v Kyselce, a na historii společnosti MATTONI, jejímž pokračovatelem je dnes firma Mattoni 1873, dříve Karlovarské minerální vody (KMV).
Muzeum se nachází v památkově chráněném objektu Löschnerova pavilonu, který v době svého vzniku sloužil jako provozní objekt pro stáčení minerálních vod z pramene stejného jména. Od prosince 2013 do ledna 2015 prošel pavilon náročnou rekonstrukcí, na kterou KMV vynaložily 20 milionů Kč.
Vnitřní prostory muzea jsou zařízeny v historickém stylu 19. století a jeho expozice nabízí řadu historických dokumentů a dobových reálií, jako jsou fotografie, certifikáty ochranných známek, obchodní korespondence, mapy, projekty realizovaných i nerealizovaných staveb či historické lahve. Mezi vzácné předměty patří např. dvoudílná rukopisná historická kniha o rodině Mattoni, kterou získal při dražbě v Německu ředitel KMV Alessandro Pasquale. V expozici muzea je zařazen i historický trezor firmy Mattoni AG nebo originál litinové orlice, původně umístěné na jedné z budov lázní v Kyselce.
V muzeu nechybí ani rozsáhlá sbírka historických lahví, do nichž se stáčela karlovarská minerální voda v průběhu času. Stejně tak se návštěvníci mohou těšit na sbírku historických i současných etiket.
Součástí expozice jsou i interaktivní výstavní předměty a moderní technologie, které zpestří návštěvu muzea zejména dětem. Další zajímavostí pro děti může být i animovaný film, který vznikl z reklamního leporela firmy Mattoni z 30. let 20. století.
Unikátem vztahujícím se k regionu je pak originální hodinový stroj z 16. století z věže kostela v Radošově, dnešní součásti obce Kyselka.
Na jaře 2023 se sbírky Mattoni Muzea v Kyselce rozrostly o exponáty z bývalého muzea Mattoni v Nejdku, např. originální špuntovačku z roku 1890, původní lahve s původním obsahem minerální vody z 30. let nebo pečetní hlavice a cínové uzávěry. Sběratel a provozovatel nejdeckého muzea Ladislav Adalbert Sýkora se zároveň stal kurátorem muzea v Kyselce.

Expozice
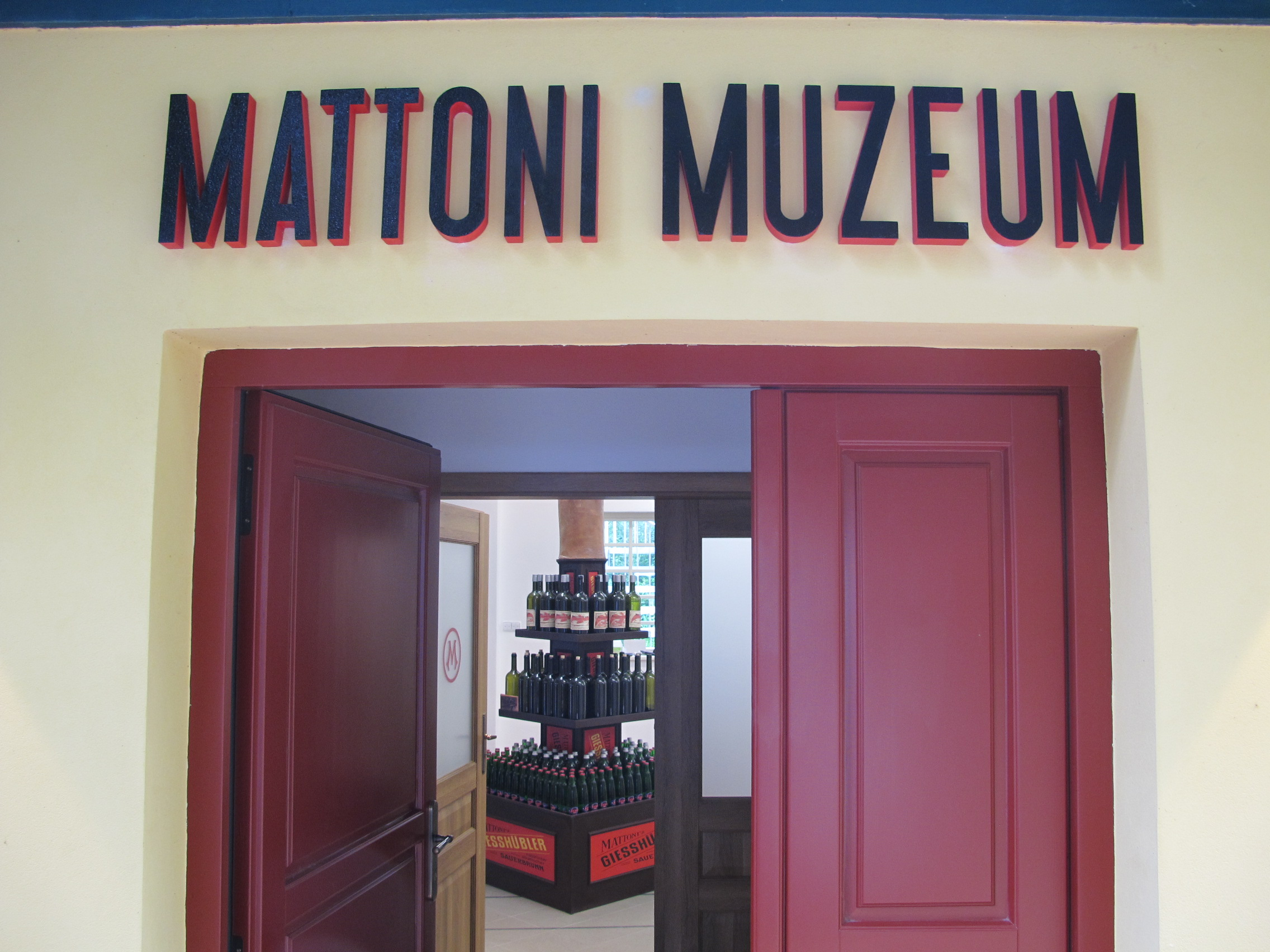
vchod do Mattoni Muzea a pyramida historických lahví
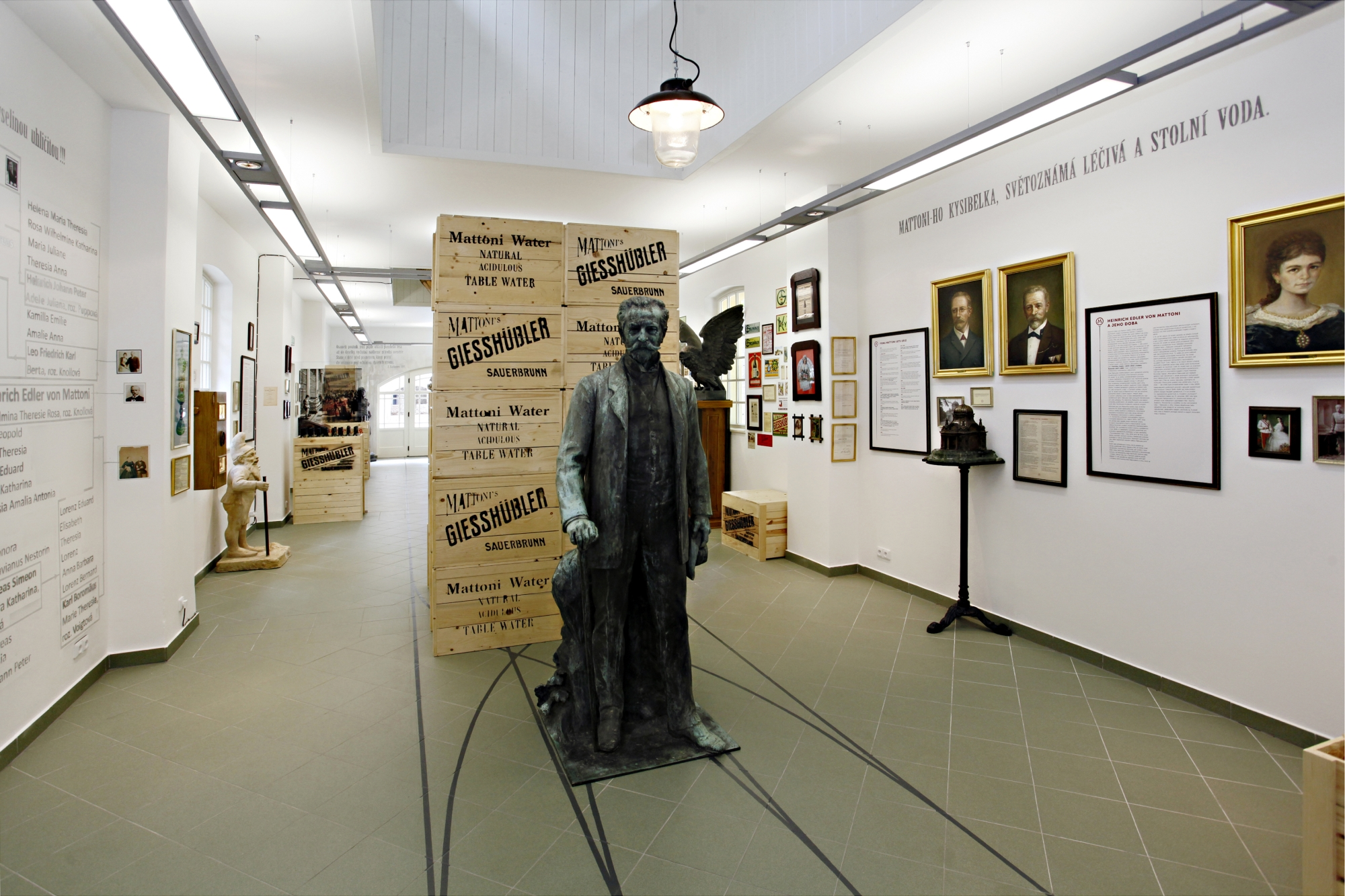
interiér expozice - originál sochy H.Mattoniho
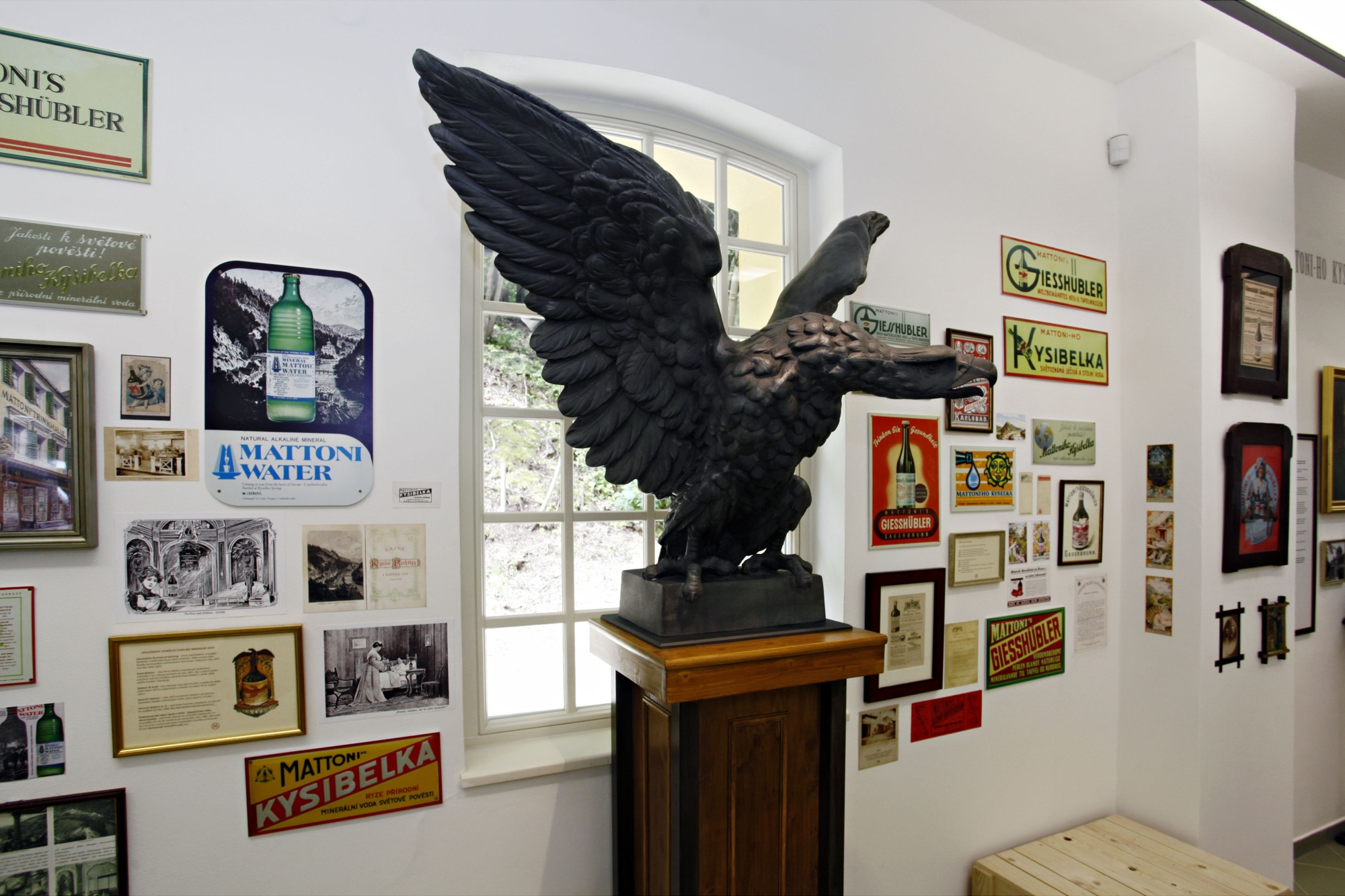
interiér expozice - originál orlice ze střechy jedné z budov Lázní Kyselka
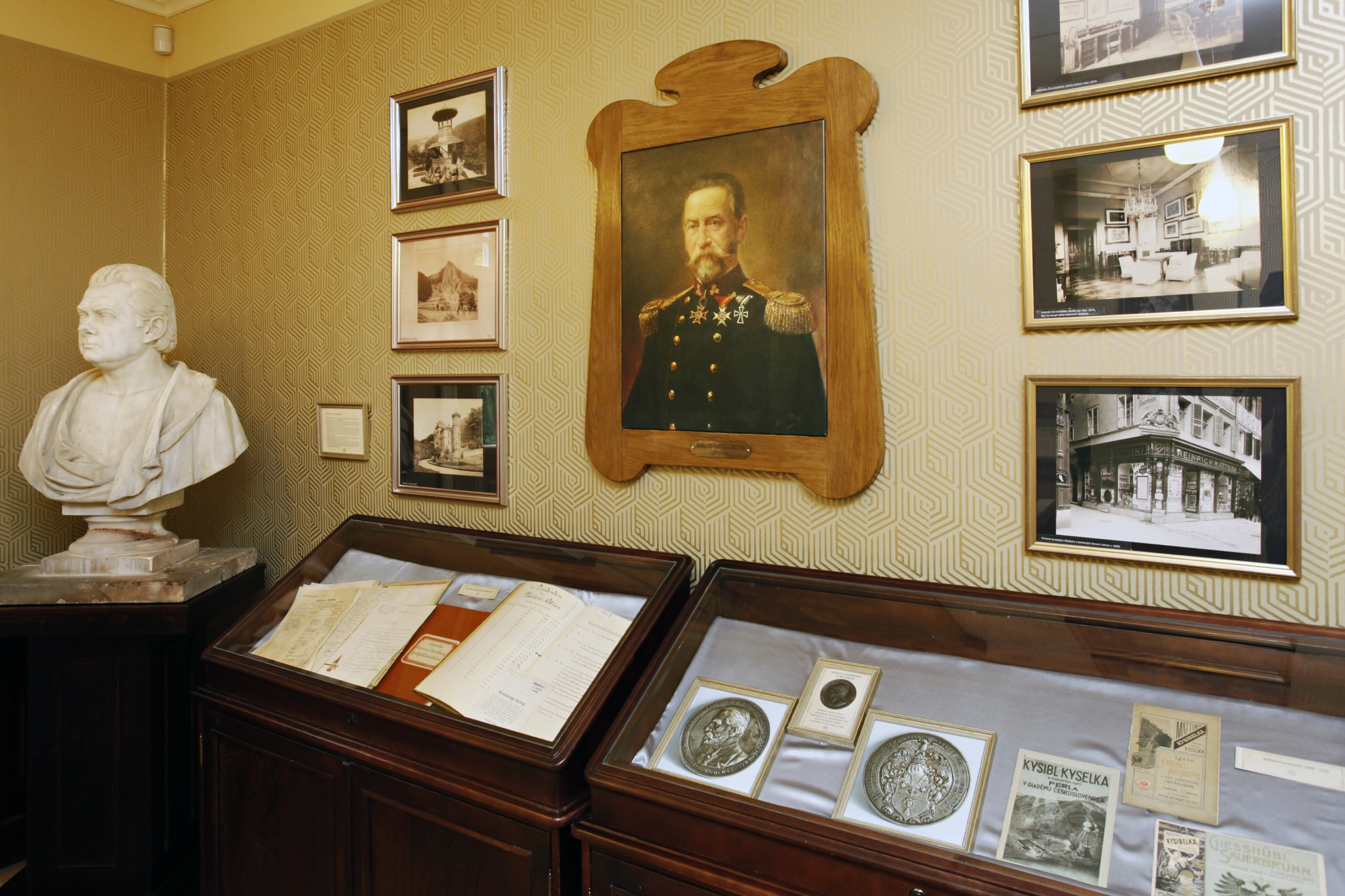
interiér expozice - portrét H.Mattoniho a část vystavených dokumentů
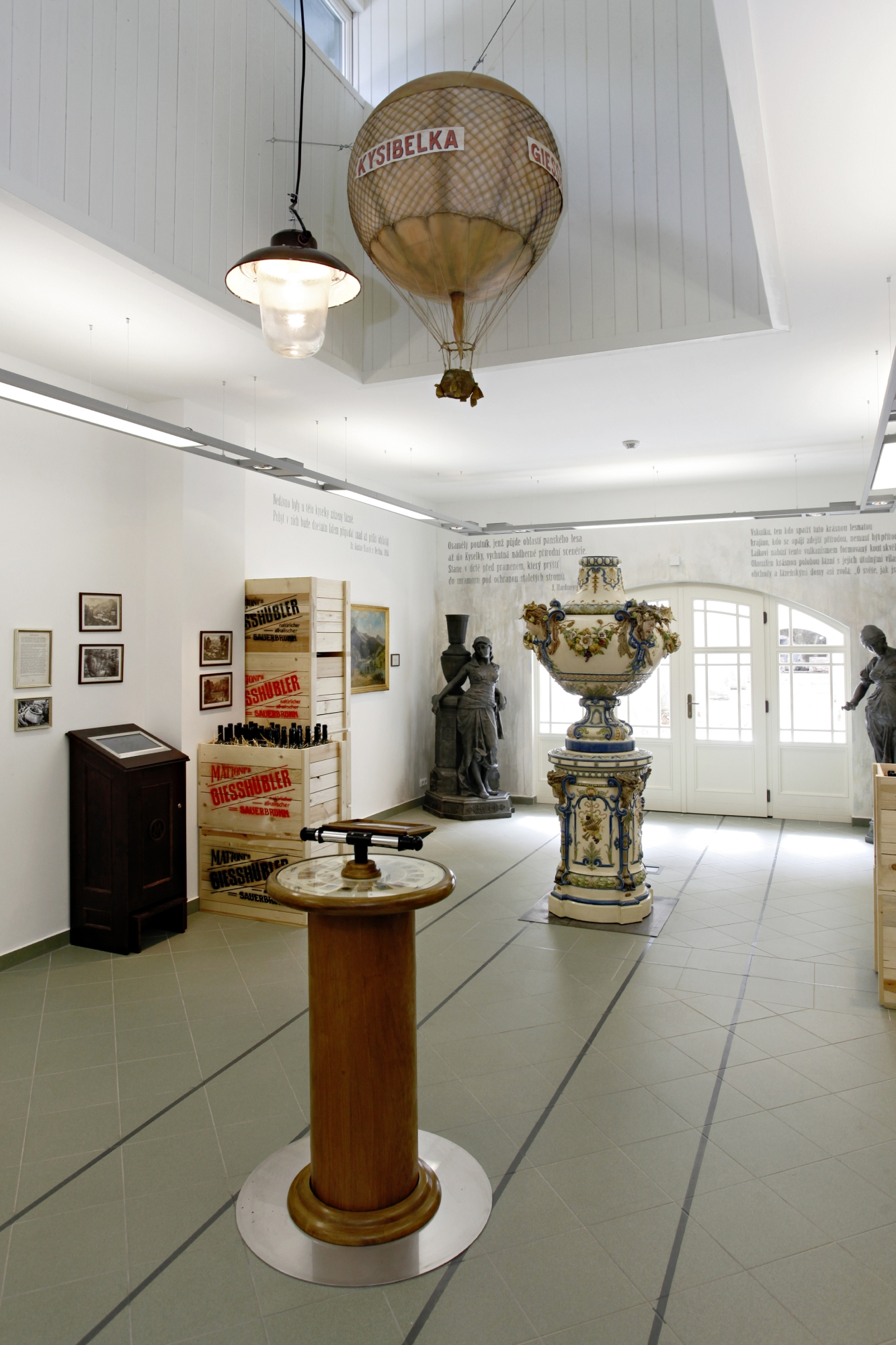
interiér expozice - model Mattoniho reklamního balonu pro pražskou Zemskou jubilejní výstavu v roce 1891